# Ян Кантій Грузік
Ян Кантій Гру́зік (порт. Jan Kanty Hruzik; 1809, Краків — 7 квітня 1891, Львів) — польський живописець і графік.

## Біографія
Народився у 1809 році в Кракові (нині Польща). 1832 року закінчив Віденську академію мистецтв.
З 1871 року жив у Львові. Помер у Львові 7 квітня 1891 року.

## Творчість
Автор картин на українські теми:
- «Чумаки на Україні» (1863);
- «Українки» (1867);
- «Українські ниви» (1871).